# Ekiti East
Ekiti East è una delle sedici aree a governo locale (local government areas) in cui è suddiviso lo Stato di Ekiti, nella Repubblica Federale della Nigeria. Si estende su una superficie di 1.072 km² e conta una popolazione di 137.955 abitanti.